# (27267) Wiberg
(27267) Wiberg est un astéroïde de la ceinture principale.

## Description
(27267) Wiberg est un astéroïde de la ceinture principale. Il fut découvert le 28 décembre 1999 à Fair Oaks Ranch par John V. McClusky. Il présente une orbite caractérisée par un demi-grand axe de 2,35 UA, une excentricité de 0,12 et une inclinaison de 9,1° par rapport à l'écliptique.

## Compléments